# 요스 후이벨드
요스 후이벨드(Jos Hooiveld, 1983년 8월 7일 ~ )는 네덜란드의 전 축구 선수이다.